# Teba (kommunhuvudort)
Teba är en kommunhuvudort i Spanien.   Den ligger i provinsen Provincia de Málaga och regionen Andalusien, i den södra delen av landet, 400 km söder om huvudstaden Madrid. Teba ligger 547 meter över havet och antalet invånare är 4 304.
Terrängen runt Teba är kuperad åt sydväst, men åt nordost är den platt. Runt Teba är det ganska glesbefolkat, med 31 invånare per kvadratkilometer. Närmaste större samhälle är Campillos, 8,7 km nordost om Teba. Trakten runt Teba består till största delen av jordbruksmark.